# 哈立德·叶海亚·布兰金希普
哈立德·叶海亚·布兰金希普（英语：Khalid Yahya Blankinship，1949-）是一位美国历史学者，1949年出生于华盛顿州西雅图，主要研究伊斯兰教和中东历史。
1973年，他获华盛顿大学历史学士学位，同年他在西雅图皈依伊斯兰教。
1975年，他获得开罗美国大学的英语国际教育硕士学位，1983年，在开罗大学获得伊斯兰史硕士学位，1988年，获华盛顿大学历史学博士学位。1990年，迁居费城，任教于天普大学，1996年晋升副教授。
他曾长期在埃及和麦加居住，精通现代、古典阿拉伯语，经常参与相关学术会议，并在伊斯兰世界讲学。

## 主要著作
- The End of the Jihad State: The Reign of Hisham ibn `Abd al-Malik and the Collapse of the Umayyads. State University of New York Press, 1994. ISBN 0-7914-1828-6
- 塔巴里的《歷代先知與帝王史》（一名《历史》）的英文译本（第11与第25卷）
  - Blankinship, Khalid Yahya (编). . SUNY Series in Near Eastern Studies. Albany, New York: State University of New York Press. 1993. ISBN 978-0-7914-0851-3.
  - Blankinship, Khalid Yahya (编). . SUNY Series in Near Eastern Studies. Albany, New York: State University of New York Press. 1989. ISBN 978-0-88706-569-9.